# ديمة أبو غوش
ديما أبو غوش كاتبة ومخرجة فلسطينية، حائزة على درجة الماجستير في مجال الإنتاج التليفزيوني والسينمائي من جامعة بريستول ببريطانيا في عام 2003م، وقامت بإخراج عدد من الأفلام القصيرة.

## أفلامها
1. صباح الخير قلقيلية، وثائقي 26 دقيقة، 2004.
2. أنا وستي وأغانيها، فيلم للأطفال، 5 دقائق، 2004.
3. من غير كلام، فيلم للأطفال، 5 دقائق، 2004.
4. حتى أراك، فيلم للأطفال، 5 دقائق، 2004.
5. عالحاجز، فيلم للأطفال، 5 دقائق، 2004.
6. فيلم "عمواس.. استعادة الذاكرة"

## فيلمها عمواس
يتتبع فيلمها عمواس رحلتها في بناء مجسم لقريتها عمواس كما كانت قبل هدمها عام 1967م، مستعينة بذاكرة عائلتها وبعض اهالي القرية الذين عاشوا فيها قبل الهدم، كل ذلك بمدة 52 دقيقة.